# Rockefeller Museum

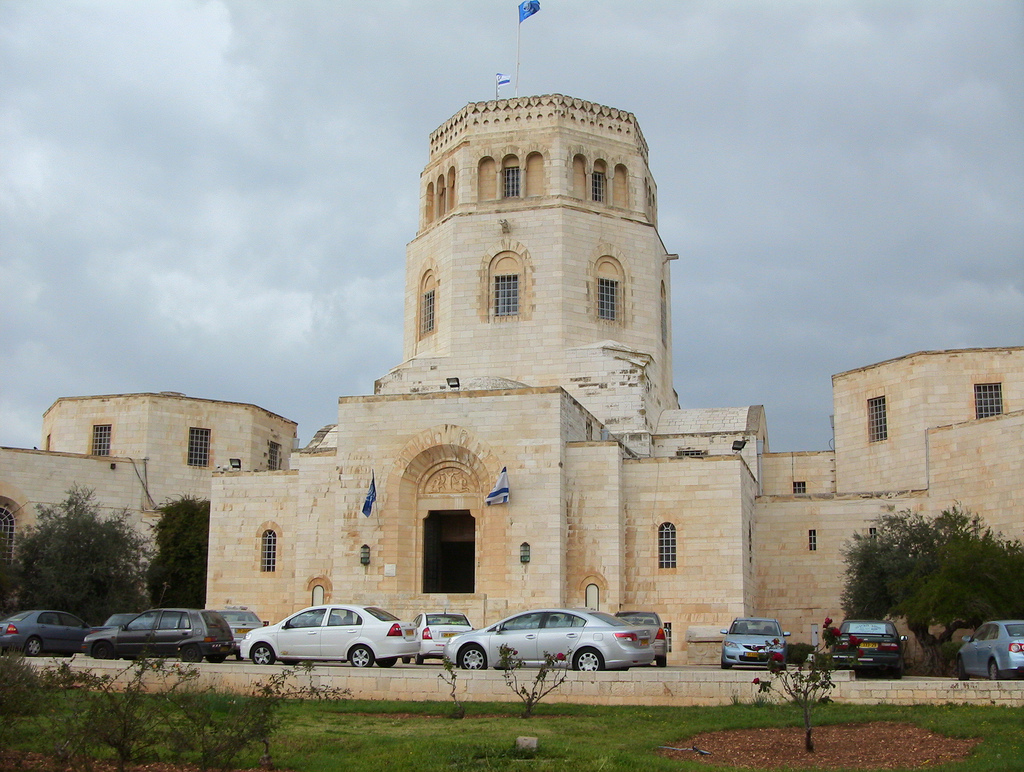
Das Rockefeller-Museum nordöstlich der Jerusalemer Altstadt

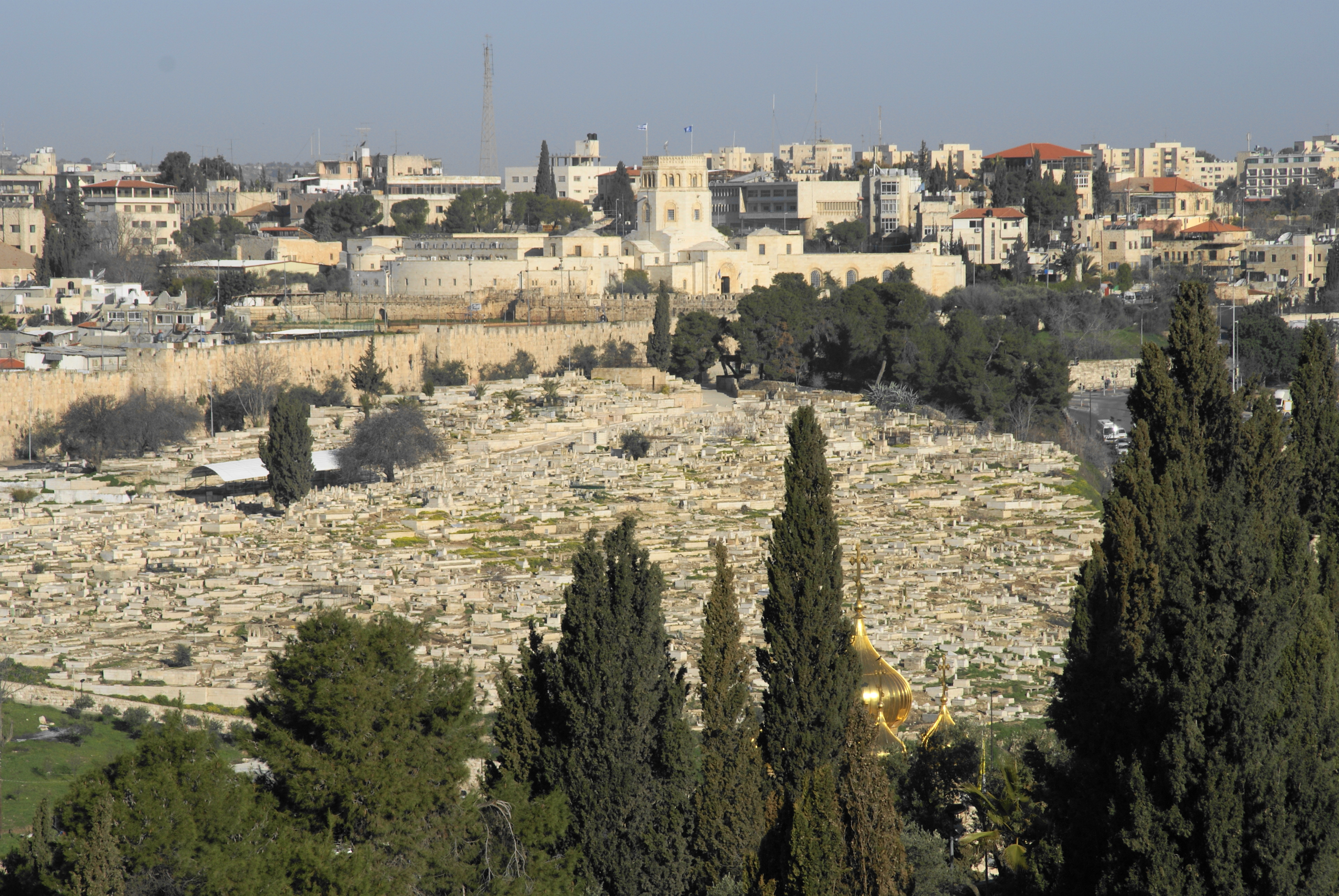
Das Rockefeller-Museum vom Ölberg aus gesehen

Das Rockefeller Museum (arabisch متحف روكفلر, DMG Matḥaf Rūkkifiller, hebräisch מוּזֵיאוֹן רֹוקֶּפֶלֶּר Mūsej'ōn Rōckefeller, englisch Rockefeller Archaeological Museum) in Jerusalem ist eines der größten und ältesten archäologischen Museen Israels und liegt knapp außerhalb nordöstlich der Altstadt. Es wurde 1938 unter dem Namen Palestine Archaeological Museum eröffnet und 1967, nach dem Sechstagekrieg, umbenannt. Es beherbergt eine umfangreiche Sammlung von Artefakten, die seit dem 19. Jahrhundert im damaligen osmanischen Palästina gefunden wurden. Das Museum ist heute eine Zweigstelle des größeren Israel-Museums.

## Geschichte
Als eine der ersten Amtshandlungen des britischen Militärgouverneurs Sir Ronald Storrs nach dem Ersten Weltkrieg an der Palästinafront wurde 1918 die Einrichtung eines archäologischen Museums beschlossen. Es wurde 1925 von James Henry Breasted, dem Gründer und Direktor des Oriental Institute der University of Chicago, initiiert und in achtjähriger Bauzeit von der Grundsteinlegung am 19. Juni 1930 bis 1938 mit finanzieller Unterstützung von John D. Rockefeller – er spendete zwei Millionen Dollar – erbaut. Herbert Plumer, der britische Hochkommissar für Palästina und Transjordanien, förderte das Vorhaben. 
Das weiße Kalksteingebäude wurde durch den britischen Architekten Austen Harrison im neogotischen Stil entworfen und verbindet sowohl westliche als auch östliche Elemente. Das Museografie wurde von Harrison gemeinsam mit Eric Gill, einem bekannten zeitgenössischen Designer, entworfen. Die Eröffnung folgte am 13. Januar 1938. Das Museum wurde als „Nationalmuseum“ definiert, insofern war es ausdrücklich kein „biblisches Museum“. Die bestehenden Sammlungen des Ottomanischen imperialen Museums für Altertümer in Jerusalem, das von 1890 bis 1930 in Jerusalem existiert hatte, wurde in den Bestand integriert, nachdem sie sich 1921 bis 1930 in der Hand des British Palestine Museum of Antiquities befunden hatten.
Zu den bekannten Direktoren gehört der 1963 berufene Politiker und Historiker Aref al-Aref. 1966 wurde das Museum von König Hussein von Jordanien verstaatlicht, bis dahin wurde es von einem internationalen Kuratorium verwaltet. Im Sechstagekrieg 1967 ging die Kontrolle über das jordanische Ostjerusalem und das Museum in israelische Hände über. Es wurde von israelischen Soldaten besetzt, der achteckige Turm als Aussichtsturm genutzt. Nach heftigen Kämpfen in diesem Bereich siegten letztendlich die Israelis, womit das Museum in israelische Verwaltung überging, die es umbenannte.

## Bedeutung
Das Museum sammelte als erstes die Funde des Heiligen Landes systematisch und besitzt immer noch bedeutende Funde, so zum Beispiel Holzplatten der Al-Aksa-Moschee aus dem 8. Jahrhundert und marmorne Schlusssteine aus der Grabeskirche.

## Übersicht

### Turmhalle
In der Turmhalle ist ein Querschnitt der langen Besiedlungszeit Palästinas, von der Steinzeit (Gazellentorso – ca. 12.000 v. Chr.) bis in das 18. Jahrhundert, zu sehen.

### Südgalerie
Im südlichen Oktogon sind mesopotamische und ägyptische Stücke zu besichtigen, die überwiegend in Bet Sche’an gefunden wurden. Besonderes Fundstück ist eine Stele Pharao Sethos I.
Die Südgalerie enthält Funde aus der Stein- bis Bronzezeit, wie Schädel, Alabastergefäße, Schmuck und Statuen, außerdem auch die Holzarbeiten aus der Al-Aksa-Moschee.

### Westgalerie
Funde aus dem Hisham-Palast, den der Omaijadenkalif Hisham 724 bei Jericho angelegt hat, sind hier ausgestellt, welche die hohe Kunst frühislamischer Werke repräsentieren.
Im Juwelensaal werden antike Fundstücke aus der Römerzeit aufbewahrt, die ältesten Exponate sind 2000 Jahre alt. Im Nordraum sind Exponate aus der Kreuzfahrerzeit ausgestellt.

### Nordgalerie
Eine Rekonstruktion eines etwa 3600 Jahre alten Hyksos-Grabes aus Jericho ist hier zu sehen, ebenso eine Sammlung aus der Eisenzeit ab dem 12. vorchristlichen Jahrhundert. Glaswaren aus der römischen Epoche sind neben Amphoren aus Ton und Tonfiguren zu finden. Aus byzantinischer Zeit sind Gläser, Beschläge und Türklopfer sowie Öllampen und Goldschmuck zu sehen.
Im nördlichen Oktogon sind jüdische Gegenstände, unter anderem ein Mosaik aus der Synagoge von En Gedi ausgestellt.

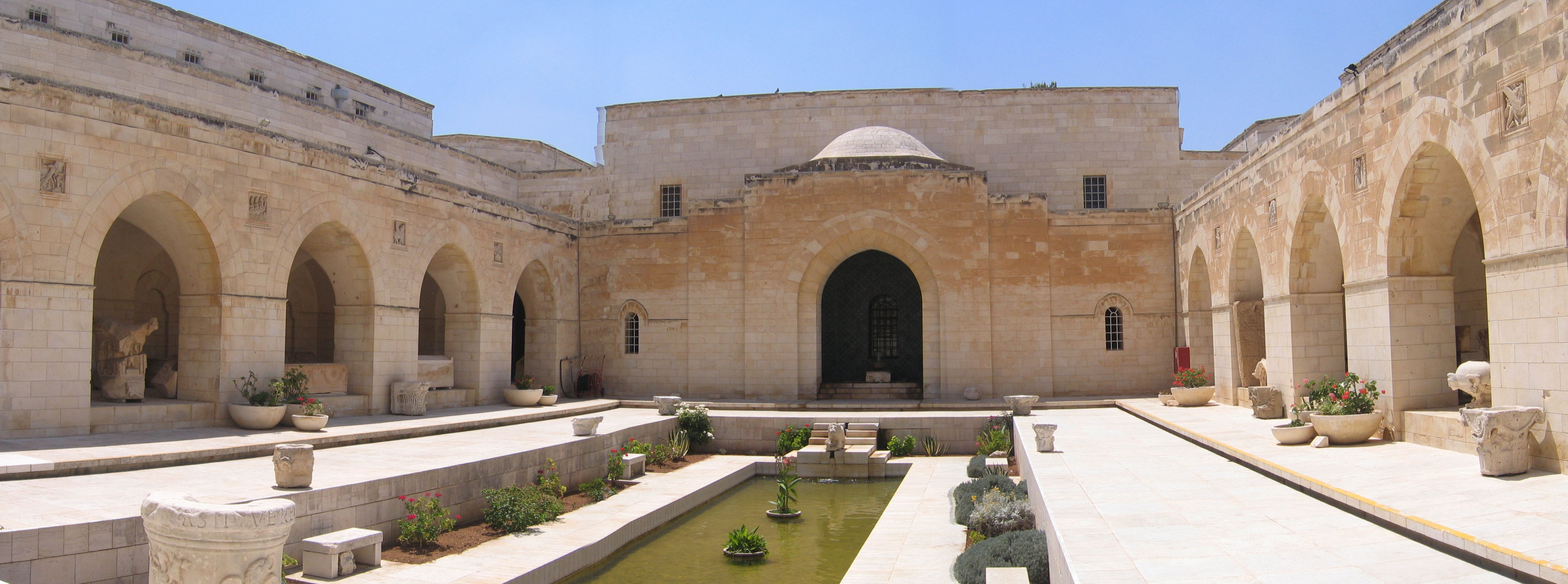
Innenhof des Museums
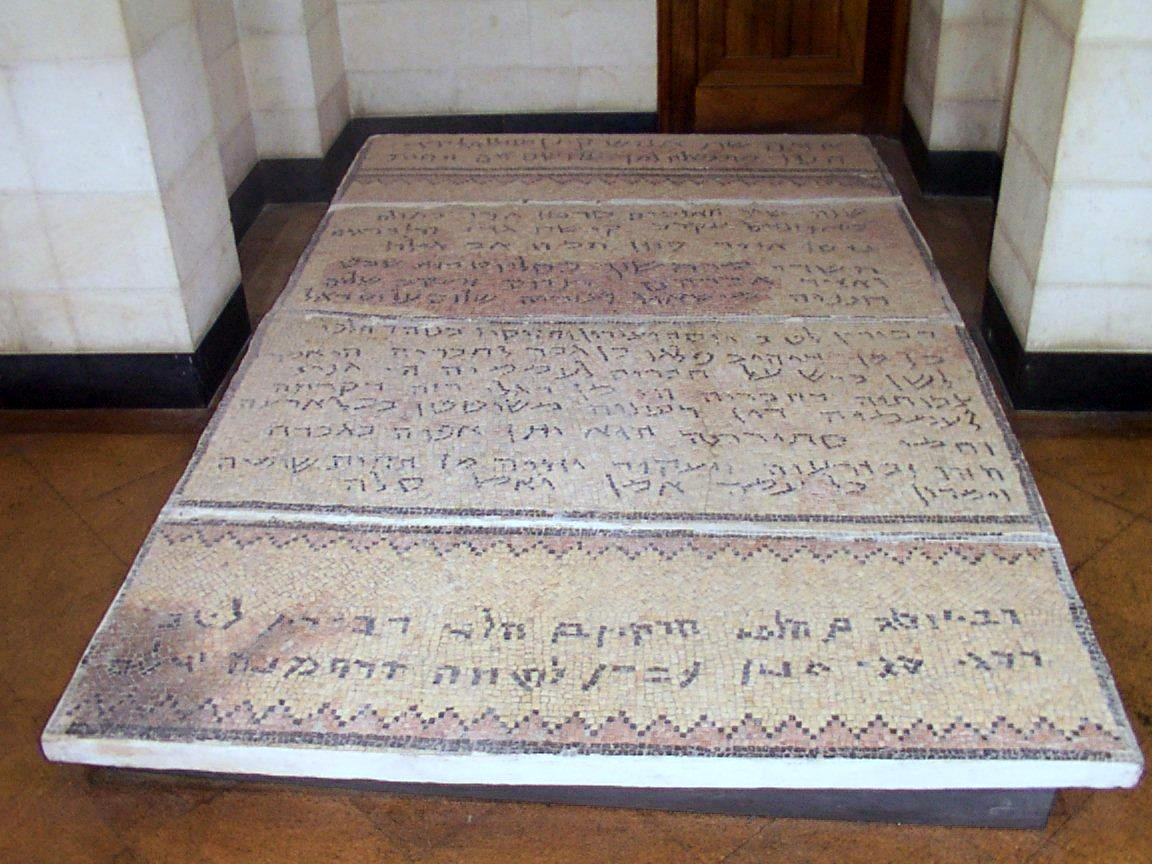
Epigrafisches Mosaik aus En Gedi
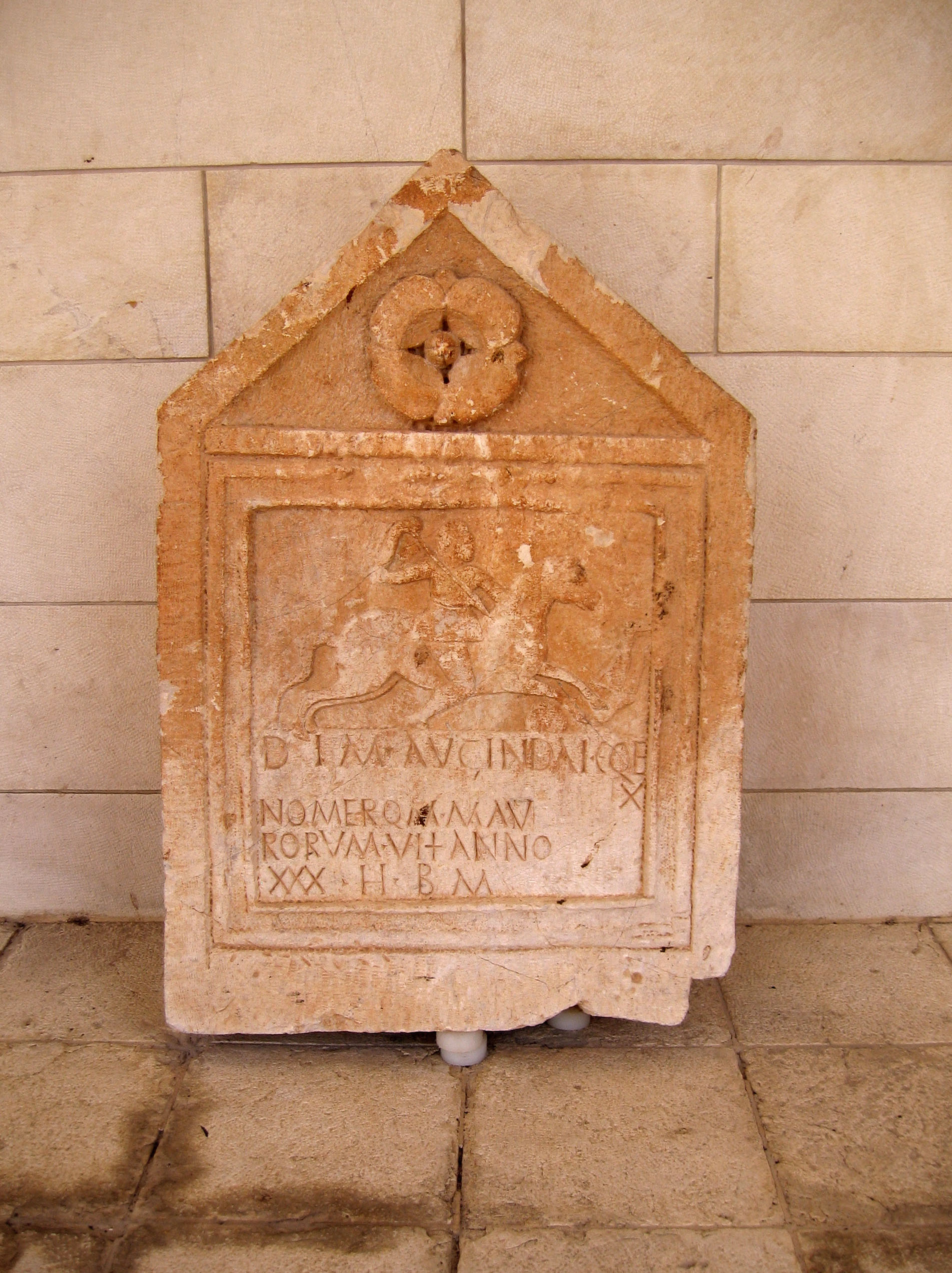
Grabstein aus Nablus – 2. bis 3. Jahrhundert n. Chr.
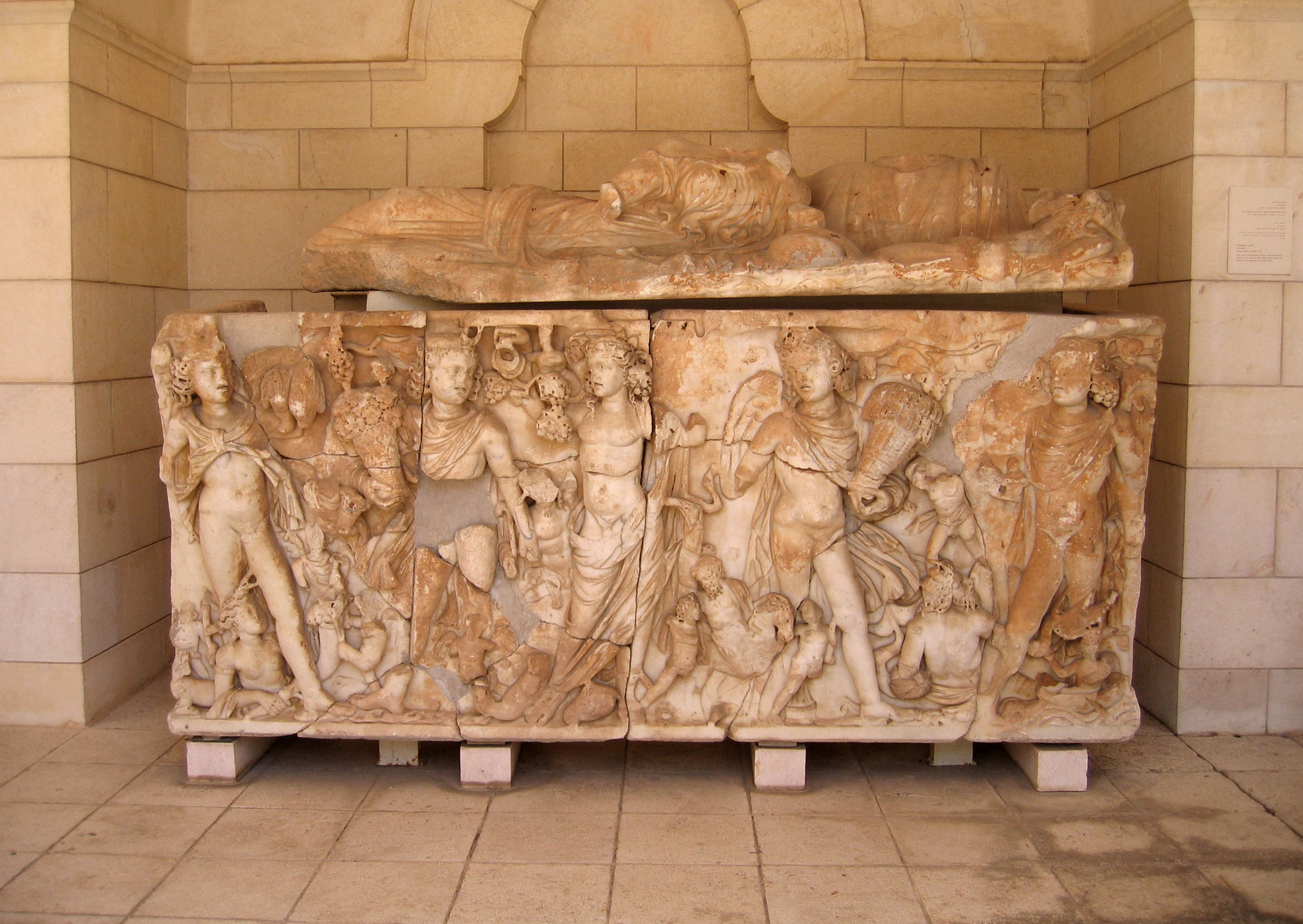
Sarkophag aus dem 3. Jahrhundert n. Chr.
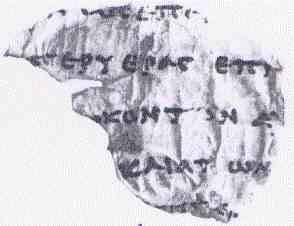
4Q122, Fragment einer Schriftrolle vom Toten Meer aus dem 2. Jahrhundert v. Chr.

### Reiseführer
- Baedeker, Allianz-Reiseführer Israel-Palästina. 12. Auflage, 2010, ISBN 978-3-8297-1191-3, S. 309.

### Zeitdokumente
- Ottomanischer Katalog des imperialen Museums für Altertümer, Manuskript, 1910[2]